# Zendtijd voor Kerken
Zendtijd voor Kerken (ZvK) was een zelfstandige Nederlandse publieke omroep, opgericht door enkele kerkgenootschappen. De ZvK en de IKON waren onderdeel van de VKZ (verzorging Kerkelijke Zendtijd). De ZvK was een zogenaamde 2.42-omroep (aanvankelijk 39f-omroep) en zond  meestal op zondag kerkdiensten uit via radio en televisie. Op televisie zond ZvK uit op NPO 2, op de radio voornamelijk op NPO Radio 5. 

## Geschiedenis
Tussen 1957 en 1976 zond het Convent van Kerken (CvK) uitzendingen uit van protestantse kerkverbanden die zich in 1946 niet bij het IKOR hadden aangesloten maar hun uitzendingen via de NCRV deden. Per 1976 ging het Convent van Kerken samen met het IKOR verder als Interkerkelijke Omroep Nederland (IKON), met uitzondering van drie verbanden binnen het convent die enkel technisch de uitzendingen door IKON lieten verzorgen. Die werden op verzoek van IKON vanaf maart 1976 als Zendtijd voor Kerken (ZvK) aangeduid.

## Doel
Doel van ZvK  was om door het uitzenden van met name kerkdiensten via radio en televisie in dienst te staan van de kerken in Nederland. De omroep was van mening dat de kerk de opdracht heeft het evangelie te verkondigen, ook in het publieke leven. Door deze uitzendingen te verzorgen wilde ze enerzijds luisteraars en kijkers bereiken die, om welke reden dan ook, de kerk niet meer bezochten en anderzijds een appel doen uitgaan tot hen die geen relatie met de kerk en het evangelie (meer) hadden. Een voorbeeld van haar uitingen was de reeks Denkstof, waarvan meer dan 40 afleveringen zijn verschenen: korte preekjes, gefilmd in samenwerking met de Evangelische Omroep (EO), voor twintigers.

## Tegenwoordig
Eind 2012 maakte het kabinet-Rutte II bekend dat de regeling betreffende de 2.42-omroepen zou worden beëindigd per 1 januari 2016. Dit betekende het einde voor ZvK. Aanvankelijk zou de omroep met het ingaan van de nieuwe medialicentie in 2015 samen met RKK en IKON meegaan in de fusie tussen KRO en NCRV. De kabinetsplannen voor 2016 gaven echter aanleiding voor een nieuwe strategie. ZvK en IKON kozen voor samenwerking met de EO. Op 8 juli 2013 verhuisden IKON en ZvK naar het gebouw van de EO. Deze omroep zendt vanaf 16 november 2014 enkele keren per jaar Kerkdiensten uit en vanaf januari 2016 het radioprogramma Zin, zout en zegen uit, waarin een kerkganger elke zondagavond de luisteraar meeneemt naar zijn of haar kerk en een deel van die kerkdienst te horen is via NPO Radio 5.

## Deelnemende kerkgenootschappen
De volgende kerkgenootschappen namen deel aan ZvK:
- De Christelijke Gereformeerde Kerken
- De Gereformeerde kerken in Nederland (vrijgemaakt)
- Het Landelijk Platform van de Pinkster- en Volle Evangeliebeweging.
- De Nederlands Gereformeerde Kerken
- De Unie van Baptistengemeenten in Nederland
- De stichting Zendtijd Evangelische Gemeenten
- De voortgezette Gereformeerde Kerken in Nederland